# La batalla de Hadiza
La batalla de Hadiza es una película británica dirigida por Nick Broomfield basada en la Masacre de Haditha.

## Sinopsis
Haditha (Irak), 19 de noviembre de 2005. Insurgentes iraquíes bombardean un convoy de marines estadounidenses y matan al oficial más apreciado por sus camaradas. Enfurecidos por esta pérdida, sus jóvenes compañeros llevan a cabo una brutal represalia. Sus violentos registros domiciliarios tienen como resultado la matanza de 24 personas, muchas de las cuales son mujeres y niños, víctimas trágicas de una guerra que son incapaces de controlar. También los marines son víctimas: son atacados, heridos y obligados a responder de la forma en la que les han enseñado.

## Comentarios
Rodada en Jerash (Jordania)
- Datos: Q811005